# کانون فرهنگی تربیتی
کانون فرهنگی تربیتی زیرمجموعه و مکمل فعالیتهای پرورشی آموزش و پرورش جمهوری اسلامی ایران می‌باشد. این مراکز برای اجرای برنامه‌ها و فعالیت‌های فرهنگی، ادبی، هنری، ورزشی، اجتماعی، علمی و مهارتی در جهت رشد و شکوفایی استعدادهای نوجوانان دانش آموز به ویژه دوره‌های متوسطه اول و دوم در سراسر کشور تشکیل می‌گردد. هدف این مراکز تقویت هویت فرهنگی، دینی و ملی و و غنی کردن اوقات فراغت می‌باشد که در قالب برنامه‌های اردویی، کارگاه‌های آموزشی، انجمن‌ها، جشنواره‌ها و… به صورت فوق برنامه فعالیت می‌کند.
این کانونها براساس مصوبه پانصد و سومین جلسه شورای عالی آموزش و پرورش در ۳۰ بهمن ۱۳۶۸ در کشور تأسیس شد. روز ۳۰ بهمن ماه به عنوان روز گرامیداشت کانون‌ها و هفته اول اسفند به نام هفته کانون‌های فرهنگی تربیتی در تقویم اجرایی معاونت پرورشی و فرهنگی وزارت آموزش و پرورش نامگذاری شده‌است.
تا پایان سال ۱۳۹۸ بالغ بر ۱۱۸۲ کانون در کشور فعالیت می‌کنند.

## تاریخچه
از سال ۷۰ و با تأسیس ده کانون به صورت پاییلوت در سراسر کشور در سه محور جوانه‌ها، انجمن‌ها و فعالیت‌های عمومی و مناسبتی کار خود را آغاز نمود و تا پایان دولت اصلاحات قریب به هزار و چهارصد مرکز ارتقاء و توسعه پیدا نمود. از سال ۱۳۸۸ ایده کسب درآمد و خودگردانی بلای جان کانونها شد و به مراکز درآمدی آموزش و پرورش نزول یافت.

## برنامه‌های مدون
برنامه‌های کانون‌ها در ۲ بخش تخصصی و عمومی تدوین شده‌است:
در بخش تخصصی، کارگاه‌های مهارت آموزی، انجمن‌ها و فعالیت‌های جمعی شامل کارگاه‌های علمی، ادبی، هنری، ورزشی و اجتماعی و انجمن‌های قرآن و عترت، فناوری اطلاعات، خبرنگاری، نجوم، طبیعت یاران، علمی، کتاب، پژوهش، ادبی، نمایش، سرود و موسیقی، هنری، ورزشی، امور اجتماعی، پیشگامان سلامت، صلح و دوستی، میراث فرهنگی، حقوق دانش آموزی، راهیان حج و کارآفرینان و فعایت‌هایی جمعی مثل طبیعت گردی، اردوها، بازدیدها، حضور در مراسم، مانورها و همایش‌ها پیش‌بینی شده‌است.
در برنامه‌های عمومی کانون‌ها نیزامانت کتاب و فیلم، جشنواره جوانه‌ها، تشکیل محافل و مسابقات مختلف و استفاده از امکاناتی مثل آسمان نما، استخر، سینما و امثال آن در نظر گرفته شده‌است.

## سایر برنامه‌ها و فعالیتها
- جشنواره دستاوردهای کانون‌های فرهنگی تربیتی
- جشنواره دوسالانه کشوری
- یاریگران زندگی
- مهارت آموزی، کارآفرینی و اشتغال زایی